# Sins of the Father (2002)
Sins of the Father is een Amerikaanse televisiefilm uit 2002, geregisseerd door Robert Dornhelm en geschreven door John Pielmeier. De hoofdrollen worden vertolkt door Tom Sizemore, Richard Jenkins en Brenda Bazinet.

## Verhaal
Tom Cherry (Tom Sizemore) is de zoon van een van de mannen die in 1963 een kerk met zwarten opblies. In 1998 is Tom volwassen en verzorgt hij zijn stervende vader waardoor alle emoties weer naar boven komen.

## Rolbezetting
- Tom Sizemore - Tom Cherry
- Richard Jenkins - Bobby Frank Cherry
- Brenda Bazinet - Virginia Cherry
- Lachlan Murdoch - Young Tom
- Colm Feore - Dalton Strong
- Ving Rhames - Garrick Jones
- Jessica Gray Charles - Denise McNair
- Funmiola Lawson - Cynthia Welsley
- Aaryn Doyle - Carole Robertson
- Isys McKoy - Adie Mae Collins
- Mica Le John - Sarah Collins
- Kim Roberts - Mrs. Wesley
- Delores Etienne - Oude Vrouw in Kerk
- Sandi Ross - School Leraar
- Ardon Bess - Minister in Kerk
- Michael Rhoades - Tommy
- Bruce McFee - Robert Chambliss
- Tony Munch - Herman Cash
- Simon Reynolds - Troy Ingram
- Tom McBeath - J. Edgar Hoover